# Lizeth Sánchez García
Lizeth Sánchez García (San Martín Texmelucan, Puebla; 3 de noviembre de 1978) es una política mexicana, miembro del Partido del Trabajo. Ha sido diputado federal y desde el 1 de agosto de 2019 es secretaria de Bienestar en el gobierno del estado de Puebla.

## Reseña biográfica
Lizeth Sánchez García es licenciada en Ciencias Políticas egresada de la Benemérita Universidad Autónoma de Puebla, laboró en el entonces Instituto Federal Electoral y en el Instituto de Capacitación para el Trabajo del Estado de Puebla.
Miembro del PT, fue candidata a diputada federal en 2012, representante del PT ante el IFE e integrante de la comisión ejecutiva estal del partido. Fue elegida diputada a la LIX Legislatura del Congreso de Puebla por representación proporcional, para el periodo de 2014 a 2018. 
Fue postulada candidata a diputada federal por la coalición Juntos Haremos Historia por el Distrito 5 de Puebla en 2018, resultando electa a la LXIV Legislatura para el periodo que concluiría en 2021. En la Cámara de Diputados fue secretaria de la Mesa Directiva, secretaria de la comisión del Deporte, e integrante de las comisiones de Ciencia, Tecnología e Innovación; de Derechos Humanos; y de Juventud y Diversidad Sexual.
Solicitó licencia al cargo a partir del 24 de junio de 2019 para asumir a partir del 1 de agosto de ese mismo como titular de la secretaría de Bienestar en el gobierno de Miguel Barbosa Huerta.